# 傳舍一
HD 223274，又名BD+67 1562，SAO 20853、HR 9013，是一颗仙王座的恒星，视星等为5.04，位于銀經116.97，銀緯5.67，其B1900.0坐标为赤經23h 43m 7.5s，赤緯+67° 5.67′ 4″。